# Mishloach manot

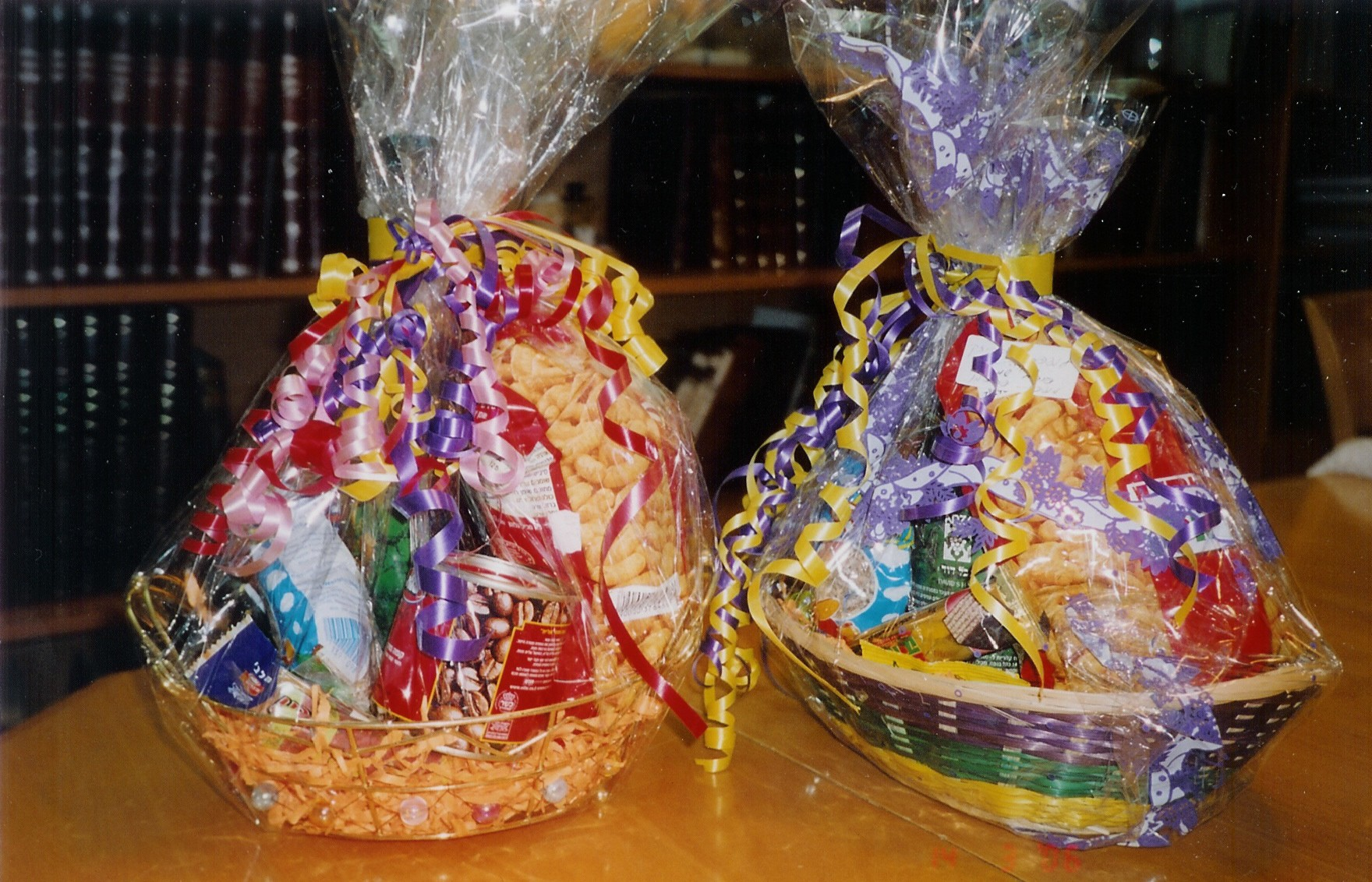
Dos cestas de Purim.

Mishloach manot (en hebreo: משלוח מנות) también llamadas cestas de Purim, son unos regalos de comida y bebida enviados a la familia y los amigos durante la festividad judía de Purim.

## Introducción
El mandamiento o mitzvá de dar mishloach manot proviene del Libro de Ester. Se realiza para asegurarse de que todo el mundo tiene suficiente comida para celebrar la festividad de Purim, y para aumentar el amor y la amistad entre los judíos (yehudim) y sus vecinos. Según la ley judía o Halajá, cada judío con la edad suficiente para celebrar su Bar Mitzvá (los niños), o su Bat Mitzvá (las niñas), debe enviar un regalo de comida consistente en dos tipos diferentes de alimento, al menos a una persona. La práctica es una característica prominente de la festividad de Purim.

## Mandamiento
La mitzvá de dar mishloach manot procede del Libro de Ester, que ordena al pueblo judío observar los días festivos de Purim como "días de banquete y de gozo, y para enviar porciones cada uno a su vecino, y dádivas a los pobres." «Libro de Ester 9:22»
Este versículo se refiere a tres mandamientos diferentes (mitzvot): comer un manjar de Purim, enviar dos comidas o dos bebidas listas para comer o beber a un amigo, y hacer dos donativos (ya sea de comida o de dinero) a dos personas pobres. En la práctica, muchos individuos cumplen con la primera mitzvá ellos mismos enviando regalos de comida a sus amigos, vecinos, parientes, etcétera. Así mismo cumplen también con la segunda mitzvá haciendo donativos a organizaciones caritativas que distribuyen dinero y comida a los pobres en el día de Purim. Los pobres también deben dar mishloach manot. Si alguien no puede permitirse comprar comida para su amigo puede cambiar su propia comida con la de su amigo, así cumplirá con el precepto. La mitzvá no puede cumplirse entregando otros regalos que no sean comida. El dinero y otros bienes materiales no son suficientes. Solamente regalando comida se puede dar cumplimiento a este precepto.

## Leyes relativas a la donación

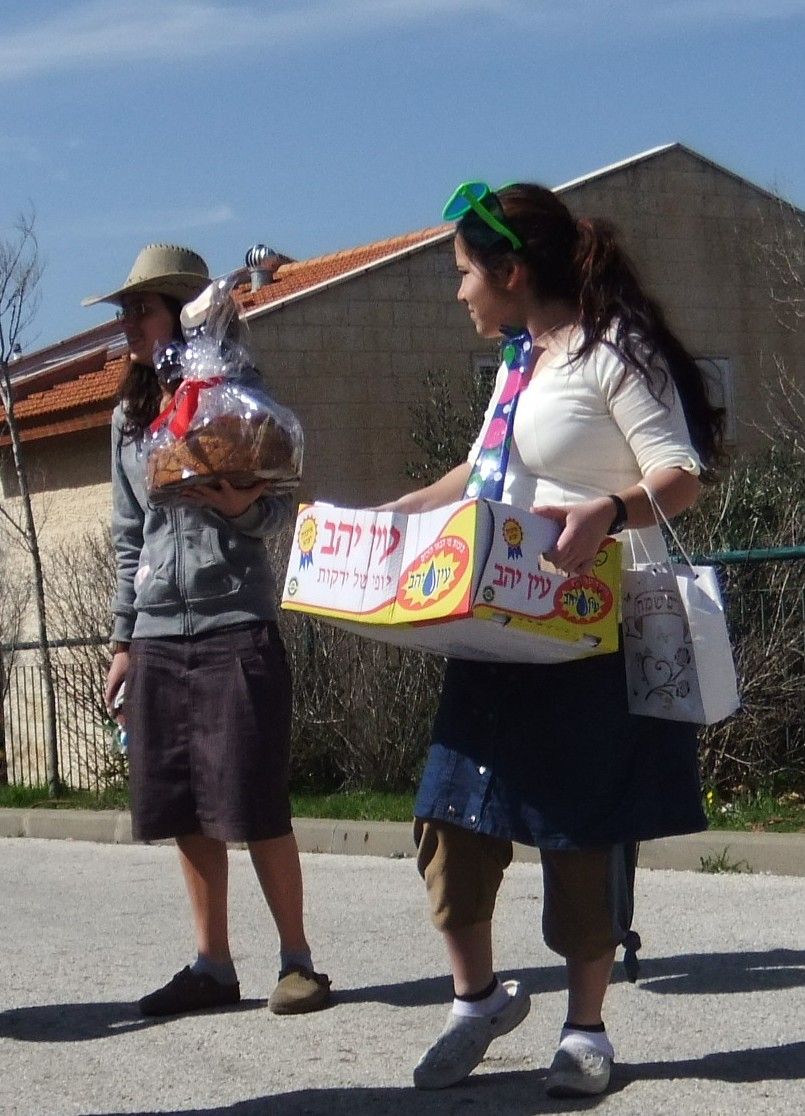
Envío de mishloach manot (Ofra, Israel)

Las mishloach manot deben ser enviadas y entregadas durante las horas de luz del día de Purim. Según la mayoría de opiniones, la persona que envía las cestas, y la persona receptora de las mismas deben observar la festividad de Purim. Los niños mayores de seis años también deben enviar misloach manot a sus amigos como un entrenamiento para la realización de este precepto.
Las cestas no se deben enviar a una persona doliente. El doliente ha de enviar mishloach manot, pero la cesta no debe ser demasiado elaborada. Según algunas opiniones rabínicas, una persona doliente debe enviar una cesta solo a una persona. Las cestas de mishloach manot se pueden entregar personalmente, pero es costumbre entregar los paquetes de comida mediante otra persona. Los niños a menudo están envueltos en la celebración de esta mitzvá y son recompensados con dulces por sus esfuerzos.
Uno no está obligado a enviar las cestas de mishloach manot a la misma persona que se las ha enviado previamente, mientras que la Ley judía o Halajá solamente ordena ofrecer dos regalos a un amigo, quien regala mishloach manot a más de una persona es digno de elogio. De todas formas, es mejor dar caridad en el día de Purim que gastar más dinero en una cesta muy elaborada.

## Elección de los alimentos

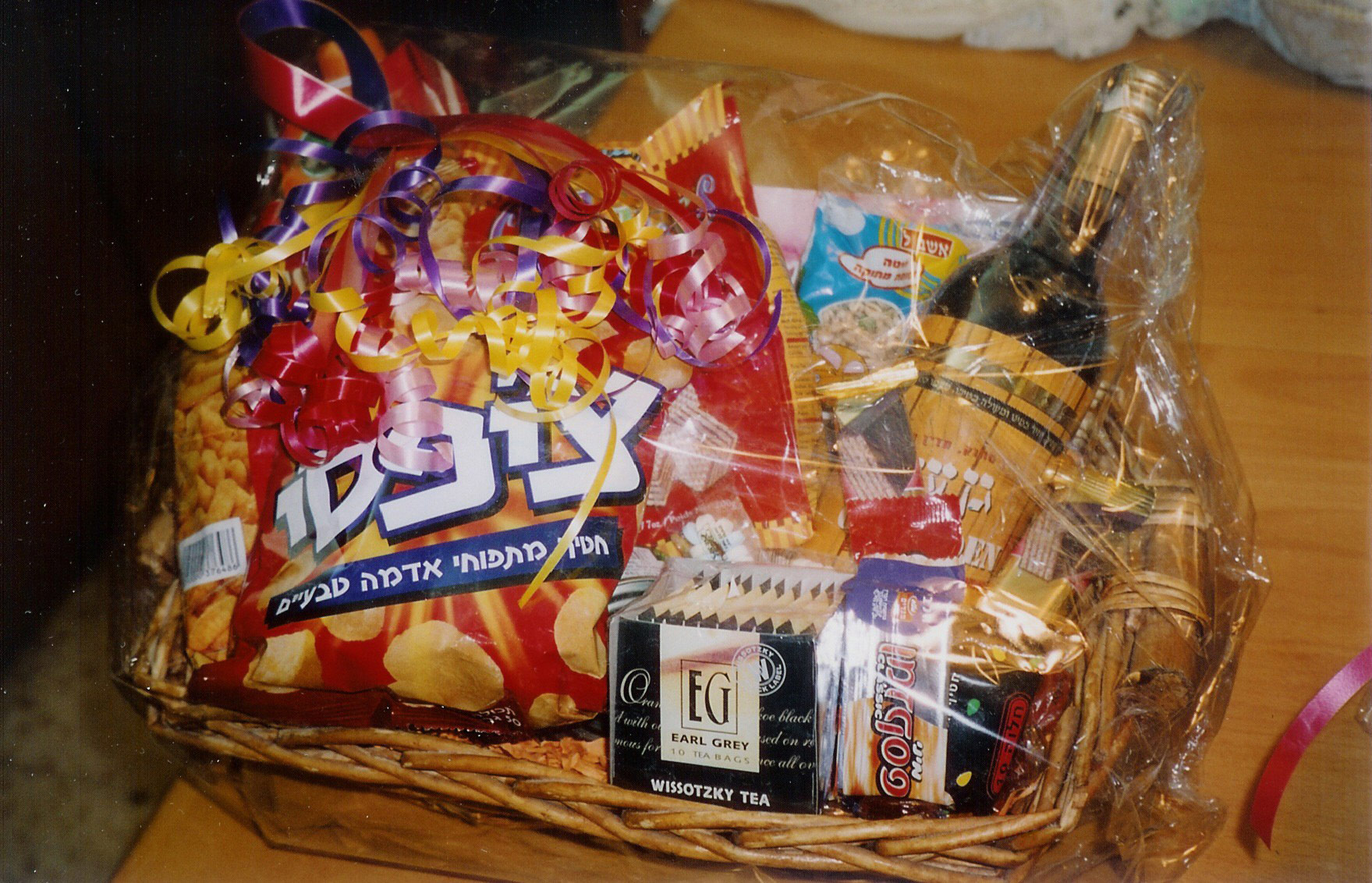
Una cesta de Purim.

Cualquier alimento lista para ser comido, o cualquier bebida lista para ser consumida, incluidas las bolsas de patatas fritas, los caramelos, y el vino, pueden ser enviados para cumplir con el precepto de mishloach manot. Las bolsitas de té y los alimentos que deben ser cocinados, no cuentan respecto al cumplimiento de la mitzvá, pero pueden ser añadidos a la cesta, una vez se haya alcanzado el requisito mínimo de enviar dos alimentos. Las cestas de mishloach manot pueden incluir cualquier alimento listo para ser comido, o cualquier bebida lista para ser consumida.
Una botella de una bebida suave o una bolsa de patatas fritas pueden dar cumplimiento al precepto. Por otra parte, la carne cruda y el grano que no ha sido previamente cocido no pueden cumplir con la mitzvá. Las cestas de mishloach manot habitualmente incluyen vino y pastas, normalmente Hamantashen, ocasionalmente; platos precocinados, conservas enlatadas, snacks, dulces y frutas pueden ser enviadas.
La cantidad de comida incluida en cada cesta o paquete debe reflejar el nivel de vida tanto de la persona que entrega el paquete como del receptor. Una persona rica debe entregar un bonito paquete a sus receptores. De la misma manera, uno debe entregar una cesta más abundante si es una persona rica. El envío de las cestas ha evolucionado hasta llegar a convertirse en manera de recaudar fondos para muchas organizaciones e instituciones judías.

## Recaudación de fondos
Las sinagogas, las escuelas judías, y las organizaciones juveniles recaudan fondos y coordinan el envío de las cestas con comida a sus miembros. Así mismo tienen una lista con los nombres de los miembros que han contribuido a la entrega de los regalos. Cada miembro entrega una lista con los nombres de aquellas personas a las que el donante quiere dar las cestas, junto con una tarifa para cada persona de la lista, ofreciendo así mismo un pequeño margen de beneficio económico a la organización. De este modo, uno puede cumplir con la realización de la mitzvá sin tener que comprar, envolver o entregar las cestas de comida él mismo.